# إيرني دين
إيرني دين (بالإنجليزية: Ernie Deane)‏ هو صحفي أمريكي، ولد في 1911، وتوفي في 1991.